# Горбенко Олексій Архипович
Олексій Архипович Горбе́нко (11 квітня 1919, Ржищів — 17 січня 2010, Київ) — український живописець; член Спілки радянських художників України з 1951 року.

## Біографія
Народився 11 квітня 1919 року в містечку Ржищеві (нині місто в Обухівському районі Київської області, Україна) в багатодітній сім'ї. У 1939 році закінчив Київський художній технікум, почав працювати й паралельно навчатися в Київському художньому інституті.
Брав участь у радянсько-фінській і німецько-радянській війнах. Був учасником оборони Ленінграду, прориву його блокади. Дійшов до Берліну. Член ВКП(б) з 1943 року.
Протягом 1945—1950 років продовжив навчання у Київському художньому інституті. Був учнем Михайла Іванова, Сергія Григор'єва, Тетяни Яблонської. Дипломна робота — картина «Рада Праці та Оборони» (керівник Олексій Шовкуненко).
Після здобуття фахової освіти працював у Київському інженерно-будівельному інституті: доцент з 1964 року, професор з 1983 року; з 2003 року — консультант кафедри малюнку та живопису.
Мешкав у Києві в будинку на вулиці Пітерській, № 10, квартира № 38. Помер у Києві 17 січня 2010 року.

## Творчість
Працював в галузі станкового живопису, створював жанрові картини, портрети, пейзажі. Серед робіт:
- «Золота осінь» (1951);
- «На схилах Дніпра» (1953);
- «Осінній сон» (1954);
- «Володимир Ленін за роботою» (1956);
- «Портрет студентки Сі-Ца-Чжень» (1957);
- «Портрет аспіранта-корейця Тянь Хі У» (1957);
- «Портрет болгарської студентки Н. Павлової» (1957);
- «Портрет телятниці А. Буряк» (1958, Білоцерківський краєзнавчий музей);
- «Портрет свинаря І. А. Гайдака» (1959);
- «Портрет двічі Героя Соціалістичної Праці Ольги Диптан» (1960);
- «О. І. Києвич» (1962);
- «На рідній землі (Тарас Шевченко на Чорній горі)» (1964);
- «Портрет генерал-майора авіації В. Н. Необогатова» (1964);
- триптих «Незабутнє» (1965—1967);
- «Портрет льотчика-космонавта Павла Поповича» (1966);
- «Портрет Юрія Гагаріна» (1968);
- «Вихід у космос» (1968);
- «Портрет письменника М. Т. Котиша» (1968);
- «У політ» (1969);
- «Зустріч космонавта Павла Поповича у Києві» (1970);
- «Вечір на Дніпрі (Леся Українка)» (1970);
- «Хірург Євген Скляренко» (1970);
- «Портрет поета Дирміта Ґулія» (1970);
- «Квіти сину» (1973);
- «Леся Українка» (1980);
- «Пам'ять серця» (1980);
- «Портрет Сергія Корольова» (1983);
- «Площа Жовтневої Революції» (1983);
- «Ромашки» (2001);
- «Польові квіти» (2003);
- «Піони» (2005);

серії
- «Вірменські пейзажі» (1970—1999);
- «Герої підпілля і партизанського руху в Україні» (1986—1990);
- «Герої космосу» (1986—1990);
- «Діячі науки й культури» (1986—1991)

Брав участь у республіканських, всесоюзних, закордонних мистецьких виставках з 1943 року. Персональні виставки відбулися у Ленінграді у 1943 році, Алматі у 1975 році, Києві у 1953, 1954, 1955, 1962 й 1967, 1982, 1987 роках.
Крім вище згаданого музею роботи художника зберігаються в Національному художньому музеї України, Національному музеї «Київська картинна галерея».
Автор книг та навчальних посібників:
- «Курс акварельного живопису» (1977);
- «Методичні основи акварельного живопису» (1989);
- «Образотворчі матеріали та їх технічні особливості» (1989);
- «Художньо-технічні прийоми архітектурної графіки» (1991);
- «Акварельний живопис для архітекторів» (1991);
- «Термінологія образотворчого мистецтва» (1993)[2].

## Відзнаки
- Нагороджений:
  - орденами Червоної Зірки (24 травня 1945), Вітчизняної війни II ступеня (6 квітня 1985)[3];
  - медалями «За оборону Ленінграда» (30 червня 1943), «За бойові заслуги» (7 березня 1944), «За відвагу» (30 червня 1944), «За перемогу над Німеччиною у Великій Вітчизняній війні 1941—1945 років», «За взяття Кенігсберга» (9 червня 1945)[4], «Ветеран праці» (1982)[2];
- Заслужений художник УРСР з 1980 року.